# Giro di Romagna 1935
Il Giro di Romagna 1935, diciottesima edizione della corsa, valido come quinta prova del Campionato italiano 1935, si svolse il 25 agosto 1935 su un percorso di 288 km con partenza e arrivo a Lugo. Fu vinto dall'italiano Learco Guerra, che completò il percorso in 9h06'55" precedendo in volata i connazionali Gino Bartali e Rinaldo Gerini. Conclusero la prova 14 dei 53 ciclisti al via.

## Percorso
Partita come di consueto da Lugo (sede dell'Ente Sportivo "Francesco Baracca", società organizzatrice), la corsa si avviò per transitare in pianura da Fusignano, Alfonsine, Ravenna, Cervia (km 58), Cesenatico e Rimini; qui iniziò la salita verso Serravalle e Città di San Marino, seguita dalla discesa verso Santarcangelo di Romagna e il passaggio, lungo la via Emilia, per Cesena, Forlimpopoli e Forlì. Dal capoluogo forlivese iniziò, via San Martino in Strada e Predappio Nuova, la seconda salita di giornata, quella verso il Colle di Cento Forche, con seguente calata su Rocca San Casciano e Dovadola, seguita subito dalla terza salita, quella del Monte Trebbio per discendere a Modigliana; la corsa proseguì quindi verso Faenza e Russi per giungere al traguardo del campo sportivo di Lugo dopo 288 km.

## Ordine d'arrivo
| Pos. | Corridore            | Squadra        | Tempo    |
| ---- | -------------------- | -------------- | -------- |
| 1    | Learco Guerra        | Maino          | 9h06'55" |
| 2    | Gino Bartali         | Frejus         | s.t.     |
| 3    | Rinaldo Gerini       | -              | s.t.     |
| 4    | Ruggero Balli        | A.C. Pratese   | s.t.     |
| 5    | Adriano Vignoli      | Maino          | s.t.     |
| 6    | Renato Scorticati    | -              | a 2'25"  |
| 7    | Ezio Cecchi          | Gloria         | s.t.     |
| 8    | Giovanni Cazzulani   | Bianchi        | a 4'10"  |
| 9    | Mario Simoni         | D. Min. Guerra | a 5'05"  |
| 10   | Fausto Montesi       | Gloria         | a 7'05"  |
| 11   | Giacinto Sessa       | S.C. Binda     | s.t.     |
| 12   | Edgardo Scappini     | S.C. Battisti  | a 10'05" |
| 13   | Giovanni Firpo       | -              | a 12'05" |
| 14   | Giuseppe Dall'Argine | -              | a 17'05" |